# Crimpen

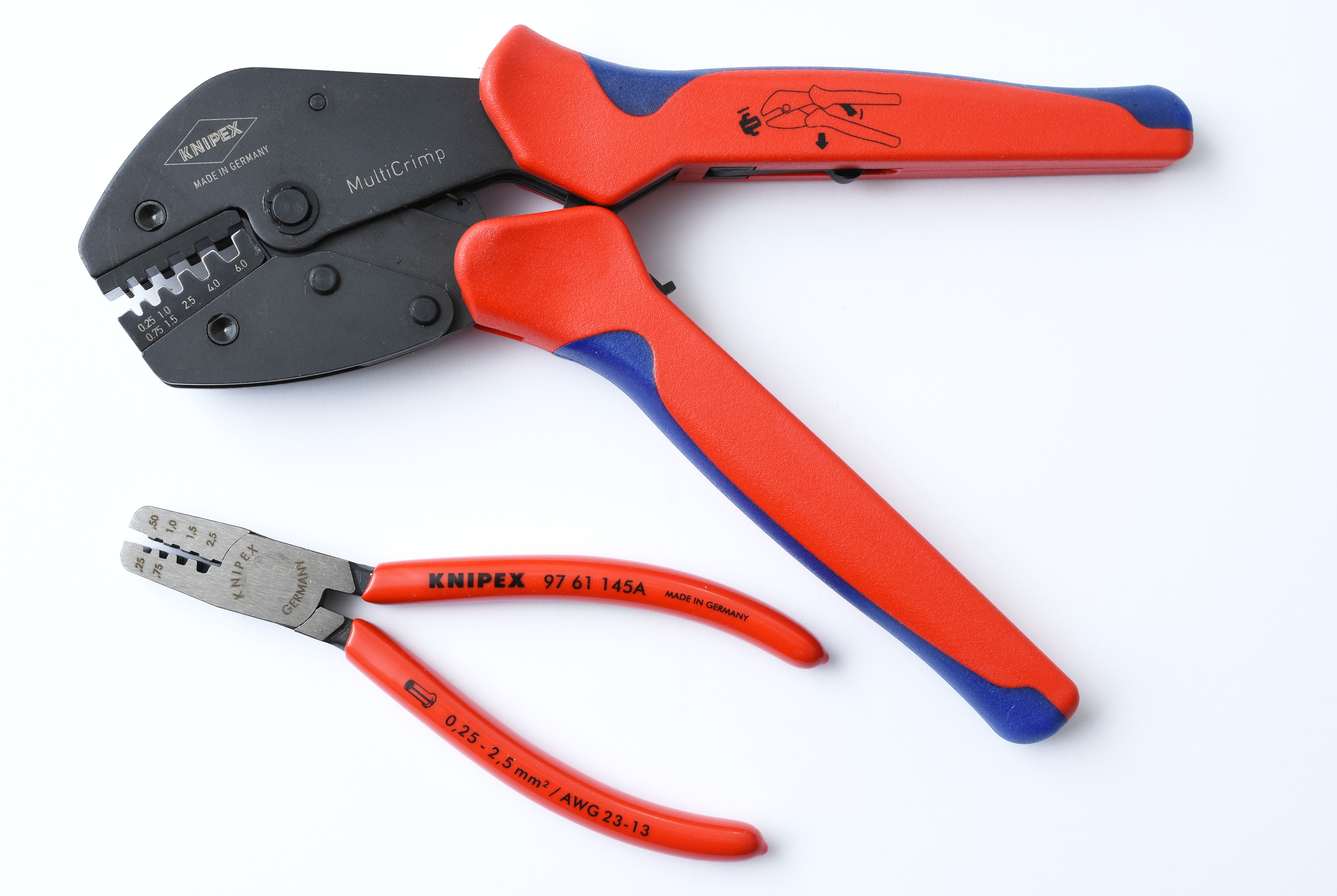
Crimpzangen für Aderendhülsen verschiedener Durchmesser

Unter Crimpen versteht man ein Fügeverfahren, bei dem zwei Komponenten durch plastische Verformung miteinander verbunden werden, beispielsweise durch Bördeln, Quetschen, Kräuseln oder Falten. Eine Crimpverbindung ist nur bedingt lösbar und kann bei Reparaturen nur mit geeignetem Werkzeug erneuert werden.

## Anwendung

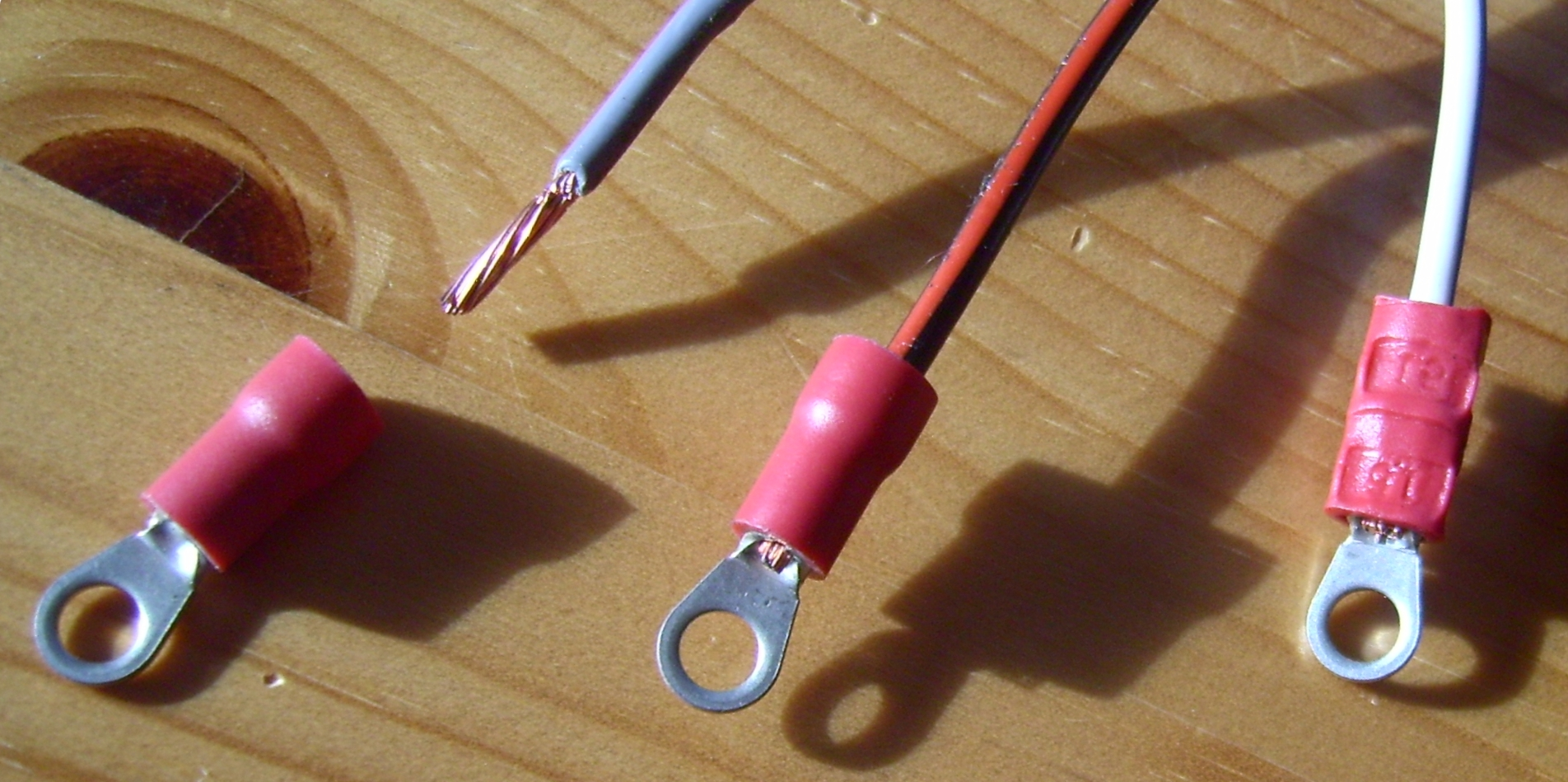
Crimpen von Kabelschuhen. Links: abisolierter Leiter, Mitte: Leiter und Kabelschuh zusammengesteckt, rechts: fertig verpresst. An der Ader links wurden Einzelleiter durch unsachgemäßes Abisolieren beschädigt.

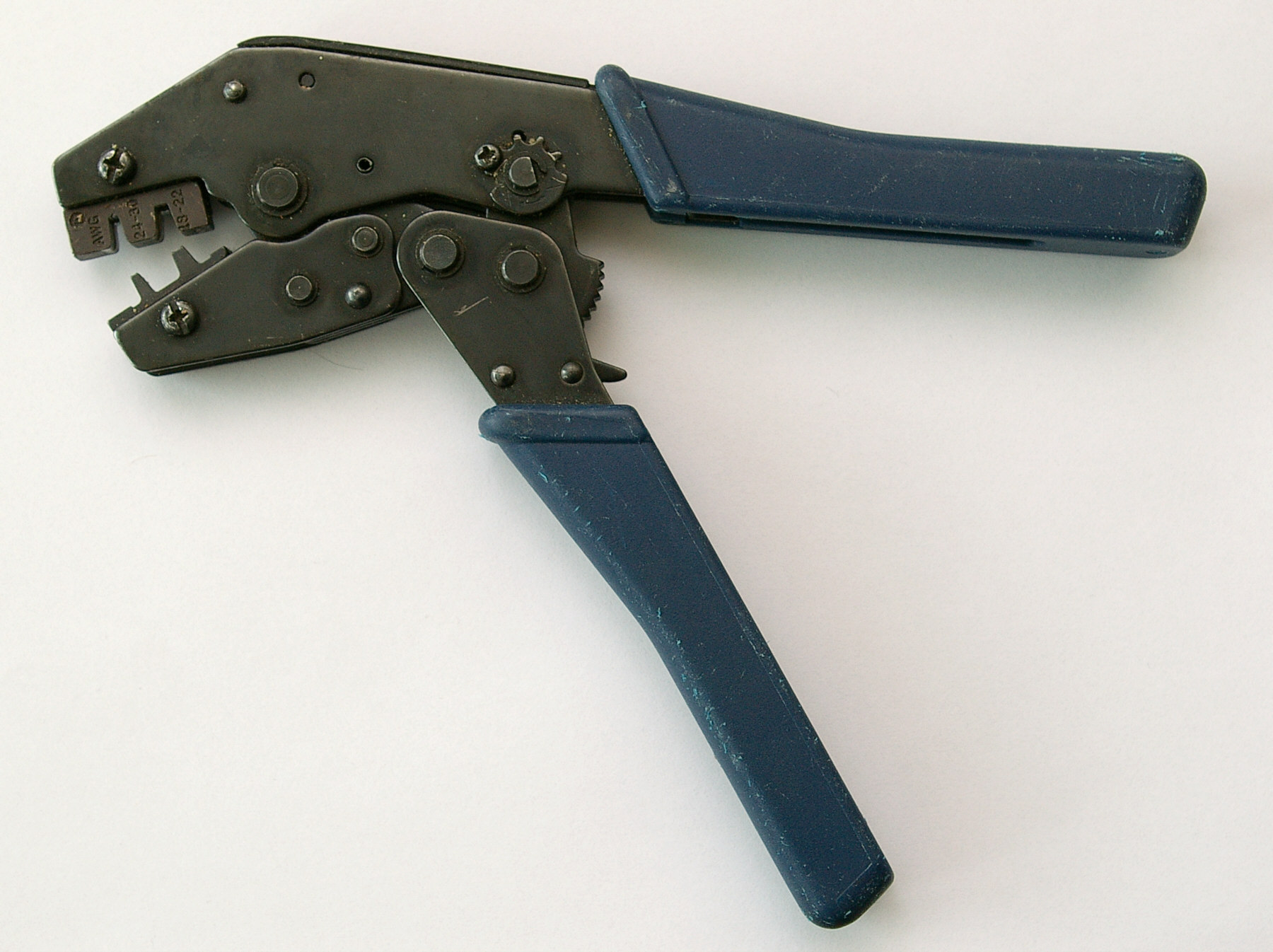
Crimpzange für Steckkontakte

Ein häufiges Einsatzgebiet für das Crimpen ist das Herstellen von elektrischen Verbindungen. Hierbei wendet man es insbesondere zur Erstellung einer homogenen, schwer lösbaren Verbindung zwischen Leiter und Verbindungselement an, die eine hohe elektrische und mechanische Sicherheit gewährleistet. Es ist eine Alternative zu anderen Verbindungen wie Verlöten oder Verschweißen. Crimpverbindungen werden vorwiegend in der Produktion von Großserien verwendet, wo die Montage der Einzellitzen im Akkord geschieht.
Das Verbindungselement ist ein Stecker oder eine Buchse. Ist zum Beispiel die Verlegung eines fertig konfektionierten Kabels mit Steckern nicht möglich, kann das Einzelkabel bis zum Zielort geführt und an diesem eine dauerhafte elektrische Verbindung (z. B. durch Crimpen) am Ende des Kabels hergestellt werden.
Mit Hilfe einer Crimpzange werden die Adern eines Kabels und Steckers, bzw. einer Aderendhülse formschlüssig verbunden. Beim Verpressen wirkt die Kraft zur plastischen Verformung des Leiters, bzw. Verbindungselementes meist über einen Kniehebel, weil die Handkraft zu schwach für einen dauerhaften Verformungsvorgang ist. Im industriellen Einsatz werden in der Regel Anschlagpressen oder Kabelkonfektionierungsautomaten verwendet. Hierzu sind die Crimpverbinder als maschinenverarbeitbare Bandware erhältlich, um eine hohe Produktivität zu gewährleisten.
Insbesondere im Bereich der HF-Elektronik und der Telekommunikation hat sich diese Anschlussart durchgesetzt, da diese neben der Verbindungssicherheit auch eine erhebliche Vereinfachung der Handhabung mit sich bringt. Die Verbindung wird dabei durch Druck hergestellt, wobei exakt auf Verbindungsteil und Leiterquerschnitt abgestimmte Crimpmatrizen eine genau vorgegebene Verformung von Anschlusselement und Leiter bewirken. Dieser Vorgang wird mit Hilfe einer speziellen Crimpzange durchgeführt. Hierbei müssen das Werkzeug und die Presskraft der Crimpzange genau an die Crimpverbindung angepasst werden.
Es gibt Crimpverbindungen mit und ohne Zugentlastung, wobei bei den Verbindungen mit Zugentlastung diese auch verformt werden. Die Zugentlastung kommt auf der Isolation des Kabels zu liegen und wird nicht im selben Maße gequetscht wie die Drahtcrimpung. Die Zugentlastung muss fest genug sein, dass die Isolation nicht durch mehrmaliges Biegen um 45° unter der Isolationscrimpung hervorrutscht. Sie darf jedoch nicht so fest sein, dass sie die Isolation durchbricht, und gar einzelne Litzen verletzt.
Beim Crimpen entsteht bei korrekter Ausführung eine gasdichte Verbindung. Durch Verformung der Crimphülse und der feindrähtigen Leitung entsteht eine Struktur, die weitgehend von Sauerstoff abgeschottet und somit im Inneren weitgehend vor Korrosion geschützt ist.

## Montage eines Kabelschuhes
Abziehkräfte und Leiterquerschnitte bei Kabelschuhen nach IEC 60352-2
| Leiterquerschnitt | Leiterquerschnitt | Zugkraft/N |
| mm²               | AWG               | Zugkraft/N |
| ----------------- | ----------------- | ---------- |
| 0,05              | 30                | 6          |
| 0,08              | 28                | 11         |
| 0,12              | 26                | 15         |
| 0,14              |                   | 18         |
| 0,22              | 24                | 28         |
| 0,25              |                   | 32         |
| 0,32              | 22                | 40         |
| 0,5               | 20                | 60         |
| 0,75              |                   | 85         |
| 0,82              | 18                | 90         |
| 1                 |                   | 108        |
| 1,3               | 16                | 135        |
| 1,5               |                   | 150        |
| 2,1               | 14                | 200        |
| 2,5               |                   | 230        |
| 3,3               | 12                | 275        |
| 4                 |                   | 310        |
| 5,3               | 10                | 355        |
| 6                 |                   | 360        |
| 8,4               | 8                 | 370        |
| 10                |                   | 380        |

## Fehlerquellen
Wird beim Crimpen keine ausreichend hohe Kraft aufgebracht oder ein falsches Crimpwerkzeug verwendet, werden Leitungen unzureichend oder fehlerhaft verpresst. Als Folge der fehlerhaften Kontaktierung erhöht sich der Übergangswiderstand zwischen Leitung und der Hülse durch Korrosion an den einzelnen Litzen. Weiterhin besteht das Risiko, dass eine unvollständig verpresste Leitung aus der Crimphülse gezogen werden kann.
Ebenso darf die Crimpverbindung nicht zu stark verpresst werden. Bei zu starker Pressung oder einem zu kleinen Crimpwerkzeug können die Querschnitte von massiven und feindrähtigen Leitungen unzulässig verringert werden. Weiterhin besteht bei extremer Überschreitung der Presskraft bei feindrähtigen Leitungen das Risiko, dass einzelne Leiter abgeschert werden können. Hierdurch nimmt die Stromtragfähigkeit der Verbindung aufgrund des verringerten Querschnitts unzulässig ab. Außerdem kann die Hülse des Crimpverbinders durch Risse oder Aufbrechen unbrauchbar werden.
Fehler können bereits beim Abisoliervorgang entstehen. Werden keine Werkzeuge zum Abisolieren verwendet, ist die Qualität erheblich von Geschick und Erfahrung des Anwenders abhängig. Neben einer falschen Länge der Leiter wird in DIN IEC 60352 Teil 2 auf folgende typische Abisolierfehler hingewiesen:
- Isolierung wurde nicht einwandfrei getrennt.
- Reste der Leiterisolierung befinden sich auf dem abisolierten Leiter.
- verbleibende Leiterisolierung wurde vom Abisolierwerkzeug beschädigt.
- Einzeldrähte wurden vom Abisolierwerkzeug beschädigt oder abgeschnitten.
- Einzeldrähte wurden nachträglich zu stark verdrillt.
- Einzeldrähte sind nicht mehr verdrillt.

## Andere Anwendungen des Crimpens
- Befestigung von Ringen oder Kennschildern in der Viehhaltung (Ohrmarke)
- Versiegeln von Frachtcontainern mit Sicherheitsplaketten und Plombierzange
- Abdruck eines Musters in eine Urkunde
- Verschließen von Laborgefäßen (Proben etc.)
- Verschließen von Behältern mit Sprühkopf (z. B. Parfümflaschen)
- Lebensmittelbereich (Maultaschen u. Ä.)
- Herstellung von Munition (Hülse wird um das Geschoss gecrimpt)
- Kaltumformung metallischer Halbzeuge (z. B. Rohre, Hülsen, Profile)
- Kosmetik (Haare werden wellig „gecrimpt“)
- Herstellung von Schraubenmuttern (Mutternkörper wird beim Crimpen deformiert und ist dadurch selbstsichernd)
- Verbindung von Wasserleitungs- oder Heizungsrohren
- Befestigung der Kunststoff-Wasserkästen auf den Endplatten der Aluminium-Netze von Kfz-Wasserkühlern

Für die meisten dieser Anwendungen kommen jeweils spezielle Ausführungen von Crimpzangen zum Einsatz.

## Normen
- DIN EN 60352-2:2006-11 Lötfreie Verbindungen – Teil 2: Crimpverbindungen – Allgemeine Anforderungen, Prüfverfahren und Anwendungshinweise (IEC 60352-2:2006); Deutsche Fassung EN 60352-2:2014-04